# Płat skroniowy

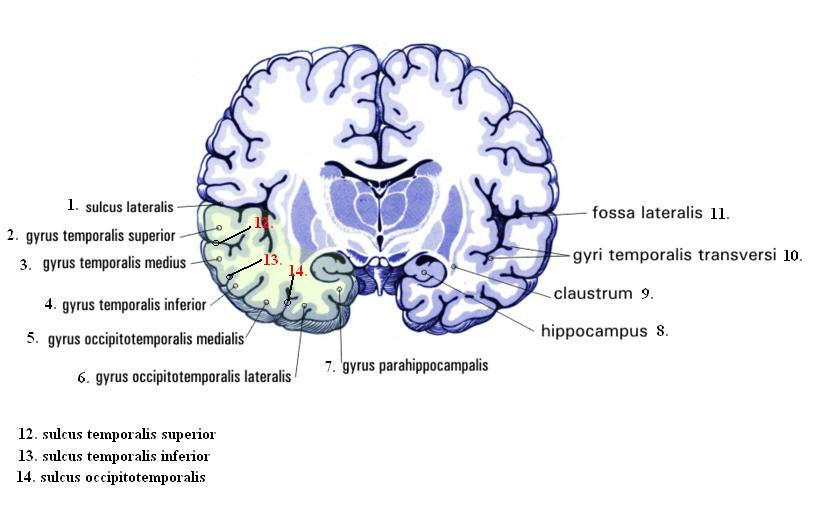
1. bruzda boczna
2. zakręt skroniowy górny
3. zakręt skroniowy środkowy
4. zakręt skroniowy dolny
5. zakręt potyliczno-skroniowy przyśrodkowy (zakręt wrzecionowaty)
6. zakręt potyliczno-skroniowy boczny
7. zakręt przyhipokampowy
8. hipokamp
9. przedmurze
10. zakręty skroniowe poprzeczne
11. dół boczny
12. bruzda skroniowa górna
13. bruzda skroniowa dolna
14. bruzda potyliczno-skroniowa

Płat skroniowy oznaczony zielonym kolorem.

Płat skroniowy (łac. lobus temporalis) – parzysta część kresomózgowia, oddzielona bruzdą boczną od płatu czołowego.
Płat skroniowy odpowiada za:
- mowę,
- pamięć werbalną, zapamiętywanie,
- rozpoznawanie obiektów,
- słuch muzyczny i wrażenia dźwiękowe,
- analizę zapachów.

Skutki uszkodzenia płatów skroniowych:
- zaburzenia słuchu, rozumienia mowy i percepcji dźwięków;
- zaburzenia wybiórczej uwagi na bodźce słuchowe i wzrokowe;
- problemy w rozpoznawaniu i opisywaniu widzianych obiektów; trudności w rozpoznawaniu twarzy
- upośledzenie porządkowania i kategoryzacji informacji werbalnych;
- trudności w rozumieniu mowy (lewa półkula)
- uszkodzenia prawej półkuli mogą spowodować słowotok
- problemy z przypominaniem;
- zaburzenia zachowań seksualnych;
- zaburzenia kontroli zachowań agresywnych.